# Porcelia macrocarpa
Porcelia macrocarpa R.E.Fr. – gatunek rośliny z rodziny flaszowcowatych (Annonaceae Juss.). Występuje endemicznie w Brazylii – w stanach Bahia, Minas Gerais, Rio de Janeiro, São Paulo, Parana oraz Santa Catarina. 

## Morfologia
PokrójZimozielone drzewo dorastające do 5–25 m wysokości.
LiścieMają kształt od owalnego do eliptycznego. Mierzą 7–15 cm długości oraz 2–3 cm szerokości. Blaszka liściowa jest całobrzega o tępym wierzchołku.
OwocePojedyncze, o odwrotnie jajowatym kształcie. Osiągają 20–90 mm długości i 30–40 mm szerokości.

## Biologia i ekologia
Rośnie w lasach, na terenach nizinnych.